# جرج بوچی
جرج هرمان بوچی(به انگلیسی: George Hermann Büchi) شیمیدان سوئیسی-آمریکایی در رشته شیمی آلی و از استادان مؤسسه فناوری ماساچوست بود. وی به همراه شیمیدان ایتالیایی امانوئل پاترنو موفق به کشف نام واکنشی در شیمی آلی به نام واکنش پاترنو–بوچی شدند.